# زبان آینو (چین)
زبان آینو (به آینو: ئه‌ینۇ) یک زبان ترک‌تبار با تأثیرات عمیق از زبان پارسی است. این زبان توسط عشایر علوی آینو در حوضه تاریم و بیابان تکله مکان گویش می‌شود و در آستانه نابودی است. برخی زبان‌شناسان آینو را یک زبان مختلط متشکل از دستور زبان یوغوری (زبانی نزدیک به اویغوری) و واژگان ایرانی می‌دانند.

## پراکندگی جغرافیایی
آینو در حاشیه بیایان تکله‌مکان در حوضه تاریم سین‌کیانگ در غرب چین در میان مسلمانان علوی آینو رایج است.

## واژگان
بیشتر واژگان پایه‌ای در آینو از زبان‌های ایرانی هستند و به همین دلیل حدس زده می‌شود که این زبان در اصل یک زبان ایرانی بوده و پس از مدت طولانی به یک زبان ترکی تبدیل شده‌است. در زبان آینو سه نوع واژه از نظر ساخت وجود دارد: ساده، مشتق و مرکب. واژگان مشتق با افزوده شدن وند به واژگان ساده و واژگان مرکب از ترکیب چند واژه ساده ایجاد می‌شوند. وندها در آینو ریشه اویغوری و فارسی دارند. افراد مسن بیشتر از واژگان و وندهای فارسی و جوانان از واژگان و وندهای اویغوری استفاده می‌کنند.

## واج‌شناسی

### همخوان‌ها
آینو دارای ۲۲ همخوان است:
|         | لبی | لبی | لثوی | لثوی | کامی | کامی | نرم‌کامی | نرم‌کامی | زبانکی | زبانکی | چاکنایی | چاکنایی |
| ------- | --- | --- | ---- | ---- | ---- | ---- | ------- | ------- | ------ | ------ | ------- | ------- |
| انسدادی | p   | b   | t    | d    |      |      | k       | ɡ       | q      |        |         |         |
| انسایشی |     |     |      |      | t͡ʃ   | d͡ʒ   |         |         |        |        |         |         |
| سایشی   |     | v   | s    | z    | ʃ    |      |         |         | χ      | ʁ      |         | ɦ       |
| خیشومی  | m   | m   | n    | n    |      |      | ŋ       | ŋ       |        |        |         |         |
| زنشی    |     |     | r    | r    |      |      |         |         |        |        |         |         |
| کناری   |     |     | l    | l    |      |      |         |         |        |        |         |         |
| ناسوده  |     |     |      |      | j    | j    |         |         |        |        |         |         |

### واکه‌ها

واکه‌های آینو

آینو دارای ۸ واکه به شرح زیر است:

## اعداد
اعداد آینو از زبان فارسی گرفته‌شده‌اند:
- یک: yäk
- دو: du
- سه: si
- چهار: čar
- پنج: pänǰ
- شش: šäš
- هفت: häp(t)
- هشت: häš(t)
- نه: noh
- ده: dah
- بیست: bist
- صد: säd
- هزار: hazar